# ناریقالا

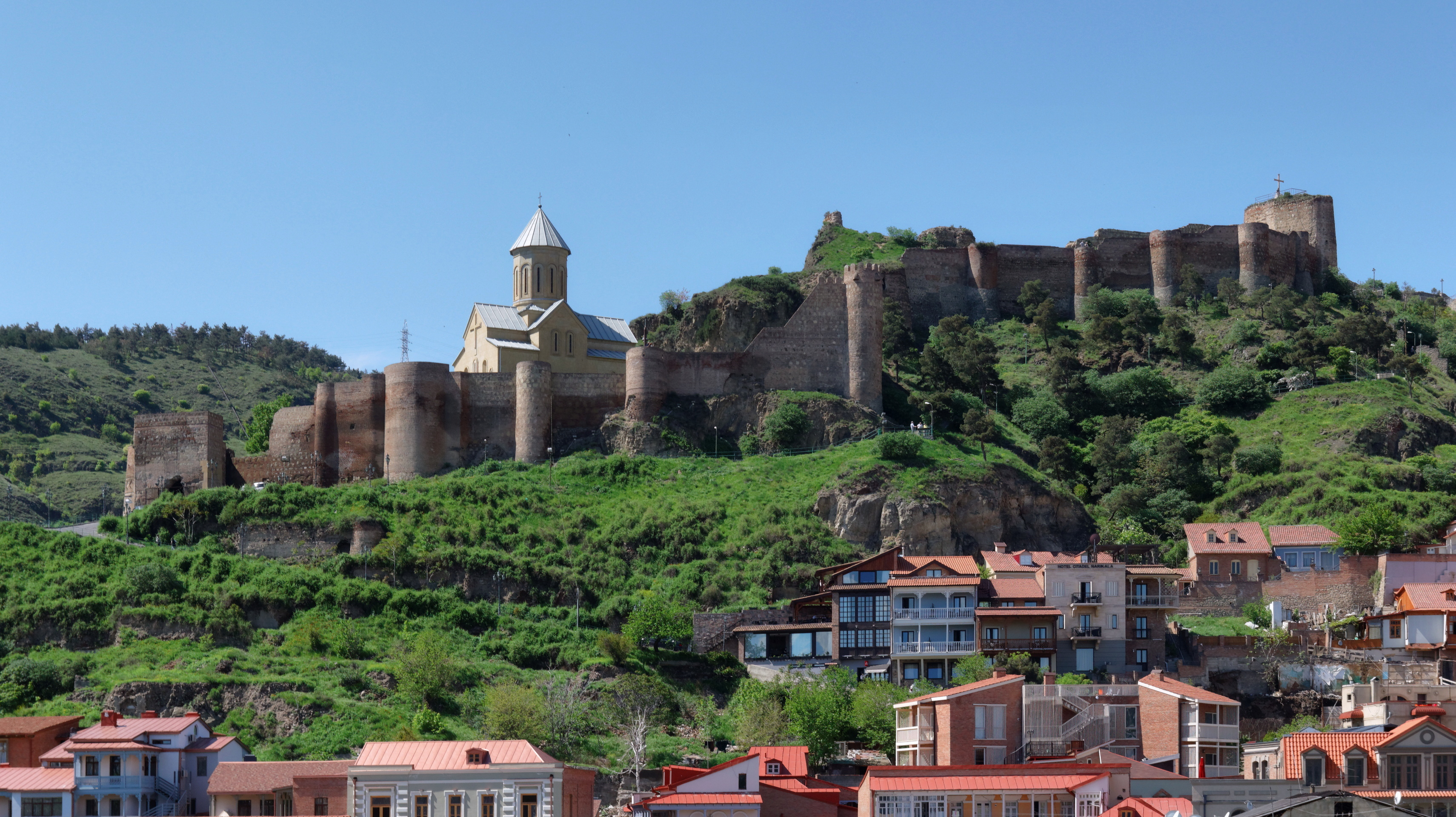
نمایی از قلعه ناریقالا

ناریقالا (گرجی: ნარიყალა) یک قلعه باستانی در بالای تپه‌ای در تفلیس، گرجستان است.
این قلعه شامل بخش‌هایی با دو دیوار بر روی یک تپه پرشیب بین حمام‌های گوگردی و باغ ملی گیاه‌شناسی  قرار دارد. در حیاط پایینی، کلیسایی جدید با نام نیکولوز قدیس قرار دارد که در سال ۱۹۹۷ ساخته شده‌است. این کلیسا در واقع جایگزین کلیسای اصلی مربوط به قرن سیزدهم میلادی شده‌است که در یک آتش‌سوزی از بین رفت.
این سازه در سده چهارم میلادی به عنوان یک دژ ساسانی ساخته شد و «شوریس تسیخه» گرجی: შურის ციხე نام داشت که به معنای «قلعهٔ حسد» است. گسترش این قلعه ابتدا در زمان حکومت خلافت اموی بر امیرنشین تفلیس و سپس در زمان حکومت داویت چهارم (۱۰۸۹–۱۱۲۵) بر پادشاهی گرجستان انجام شد. مغول‌ها آن را «نارین قلعه» (به معنای قلعه کوچک) نامیدند که در زبان گرجی به لفظ «ناریقالا» تبدیل شد. بیشتر استجکامات موجود مربوط به سده‌های ۱۶ و ۱۷ میلادی است. در سال ۱۸۲۷ بخش‌هایی از قلعه در اثر زلزله آسیب دید و متعاقبا از بین رفت.

## نگارخانه

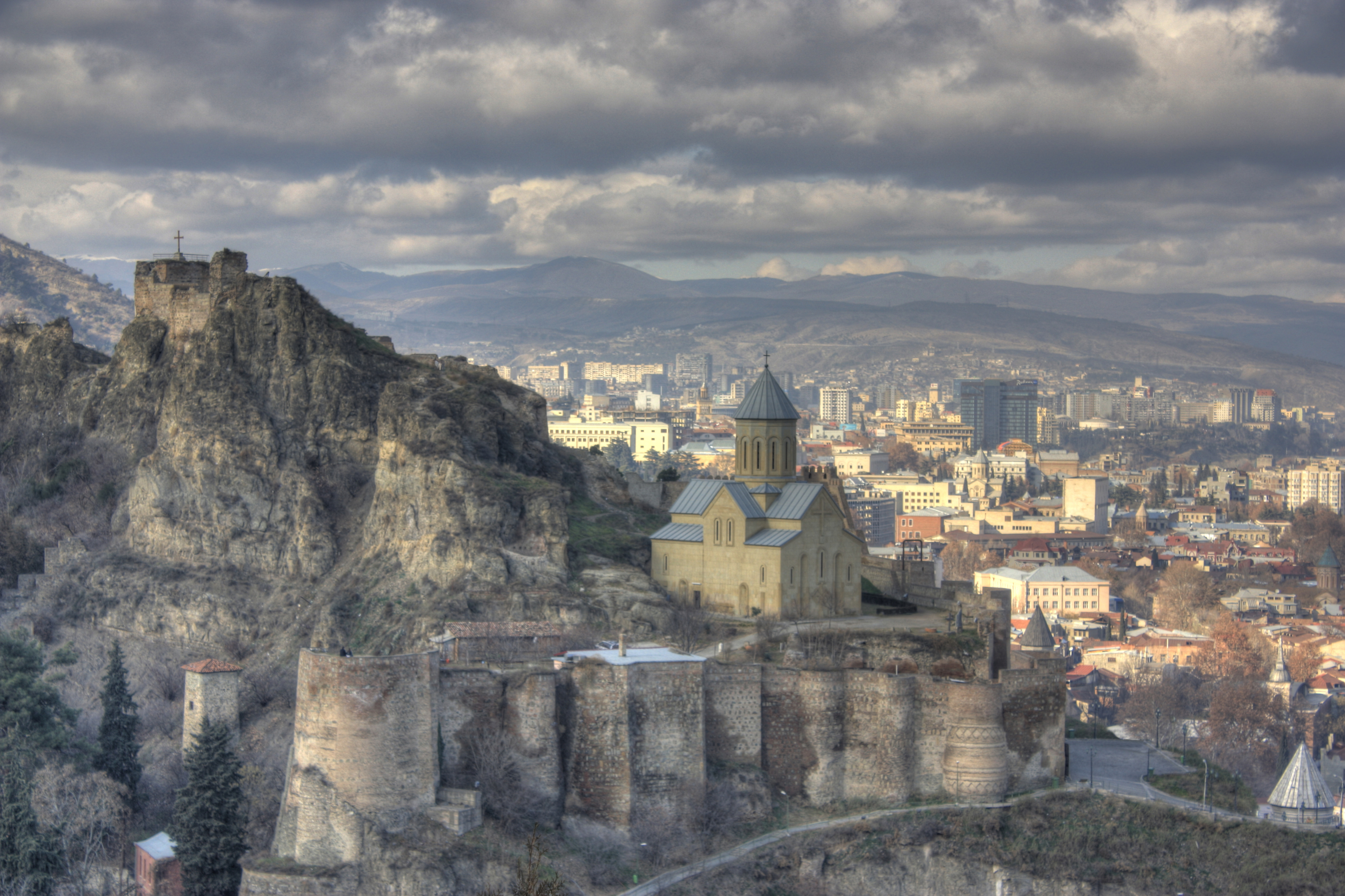
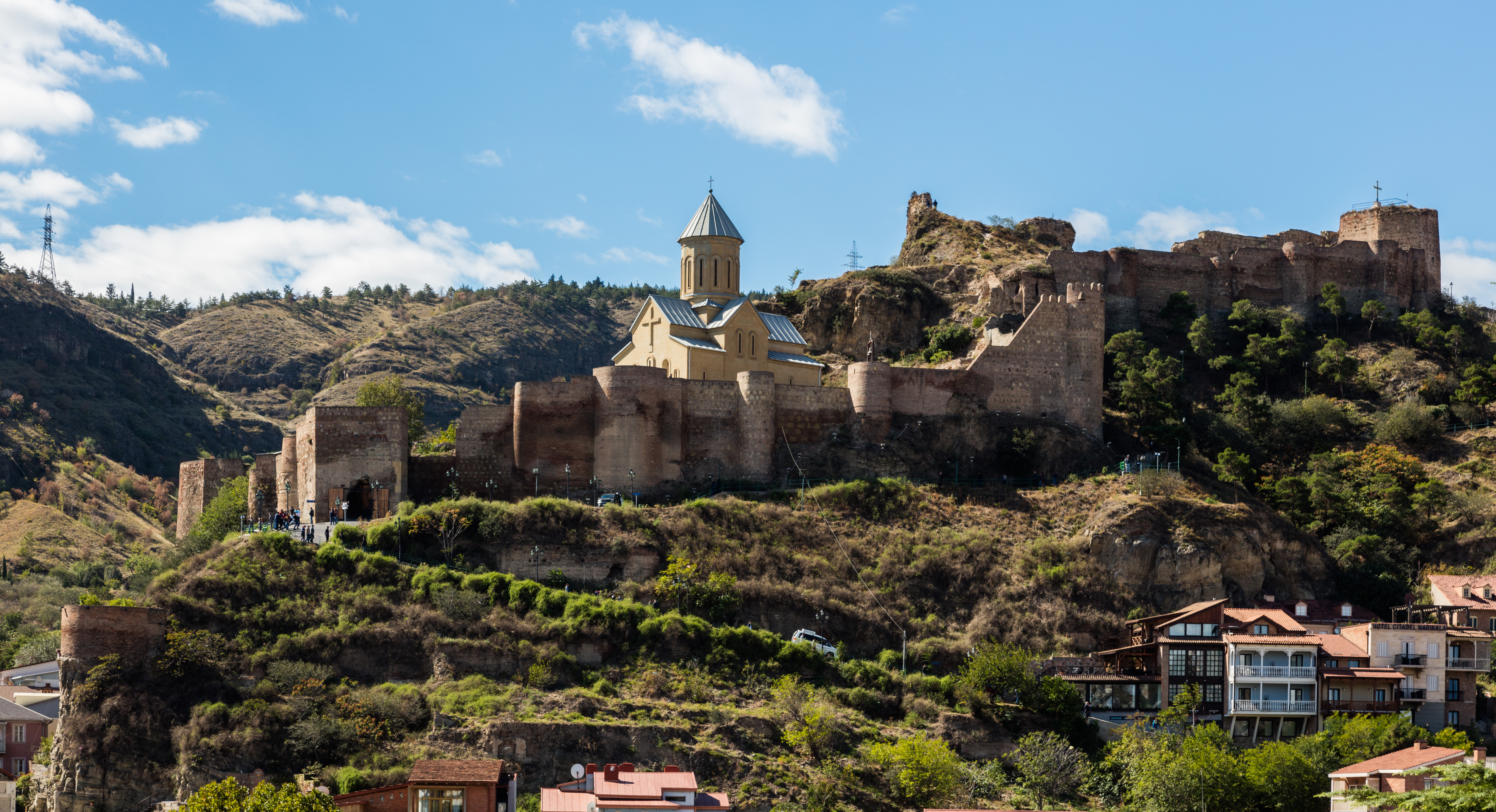
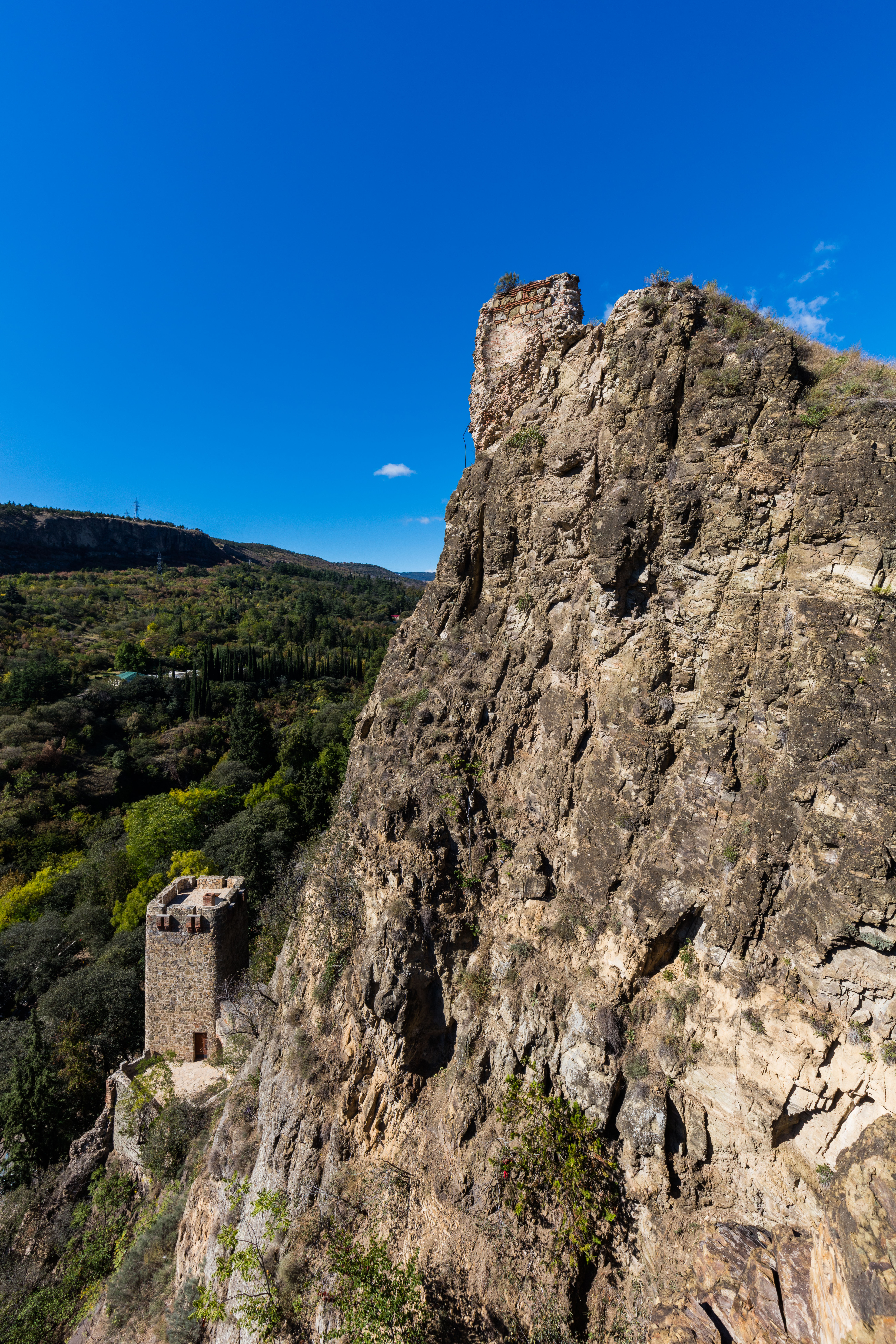
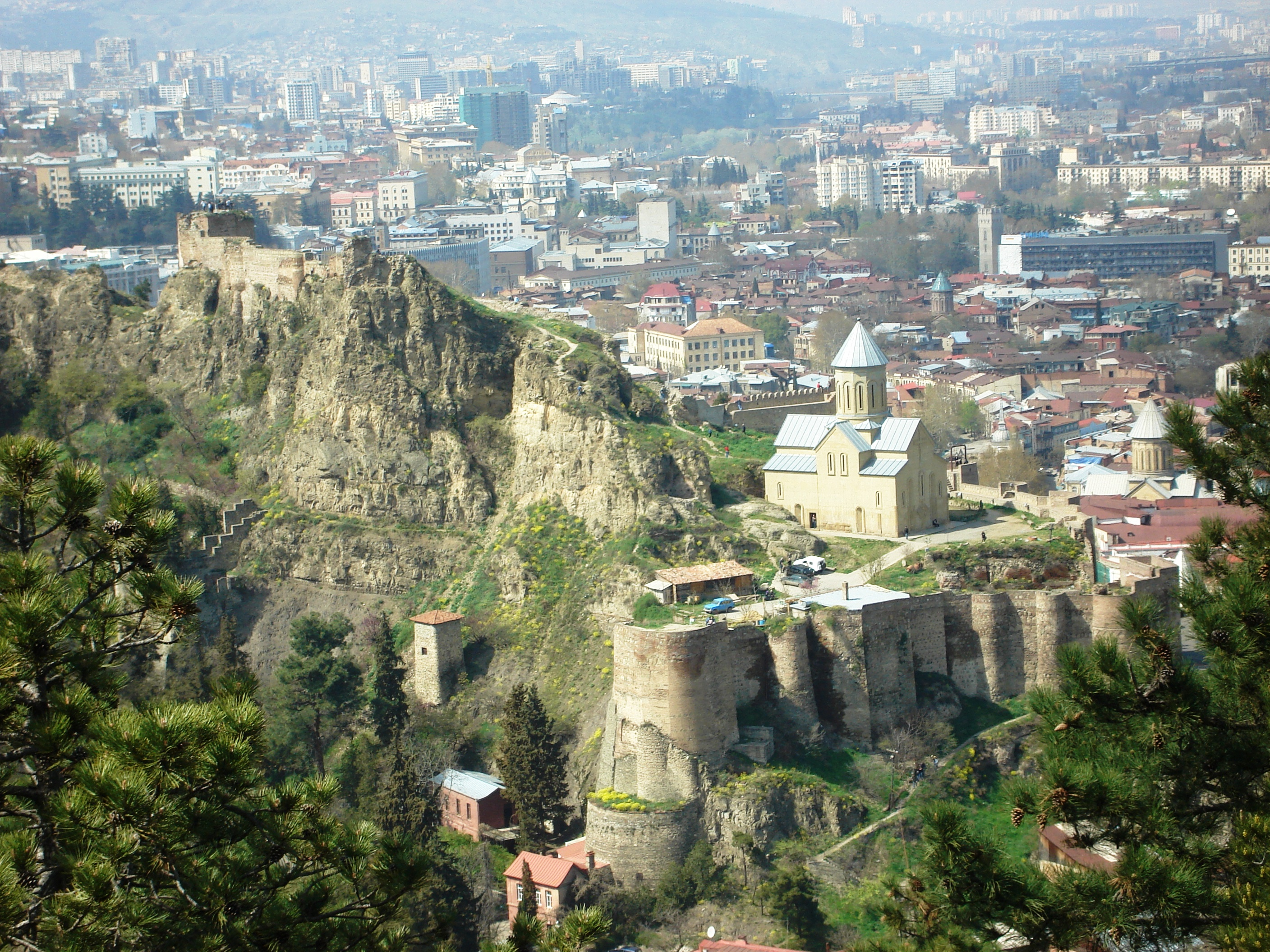
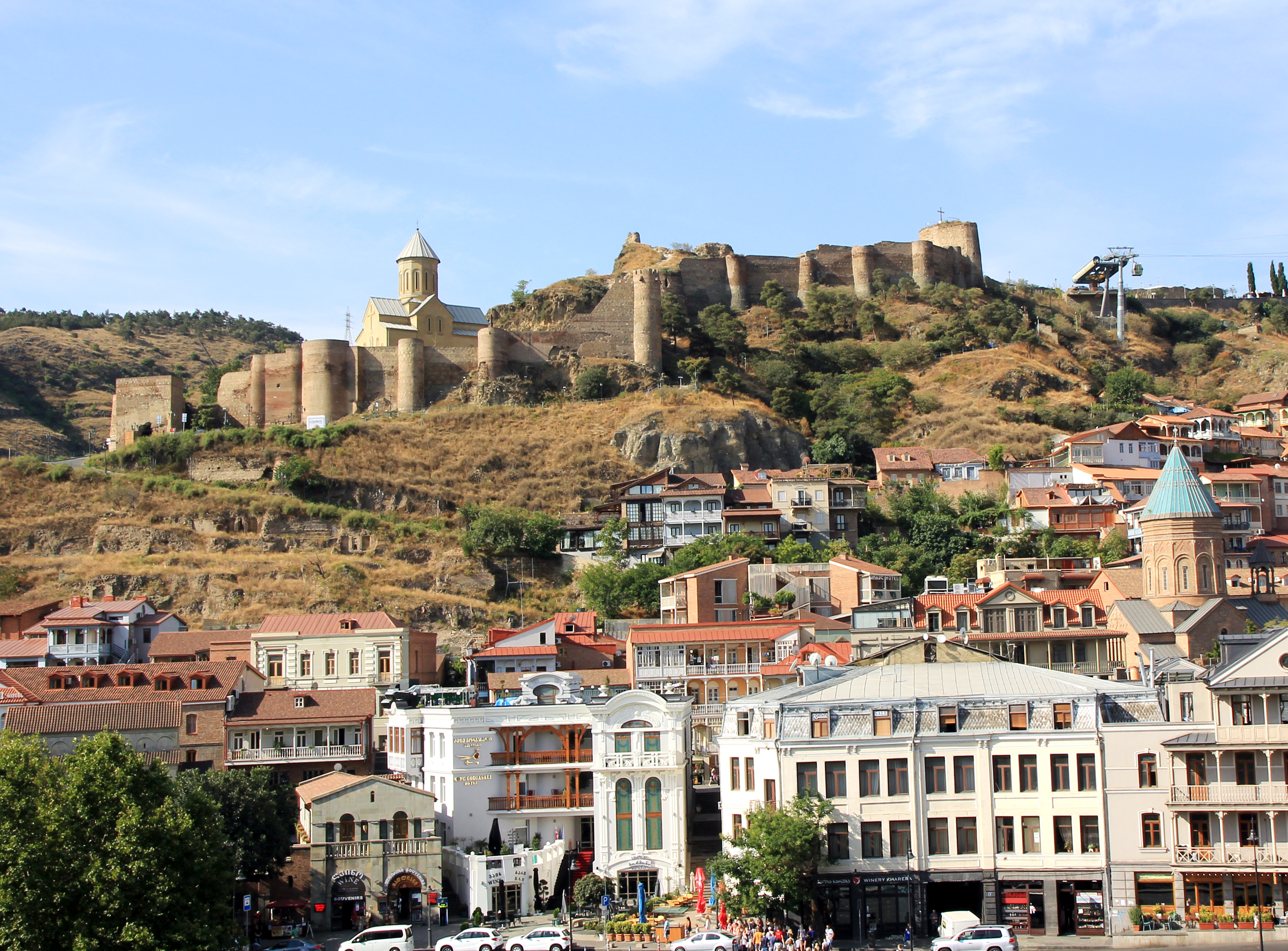
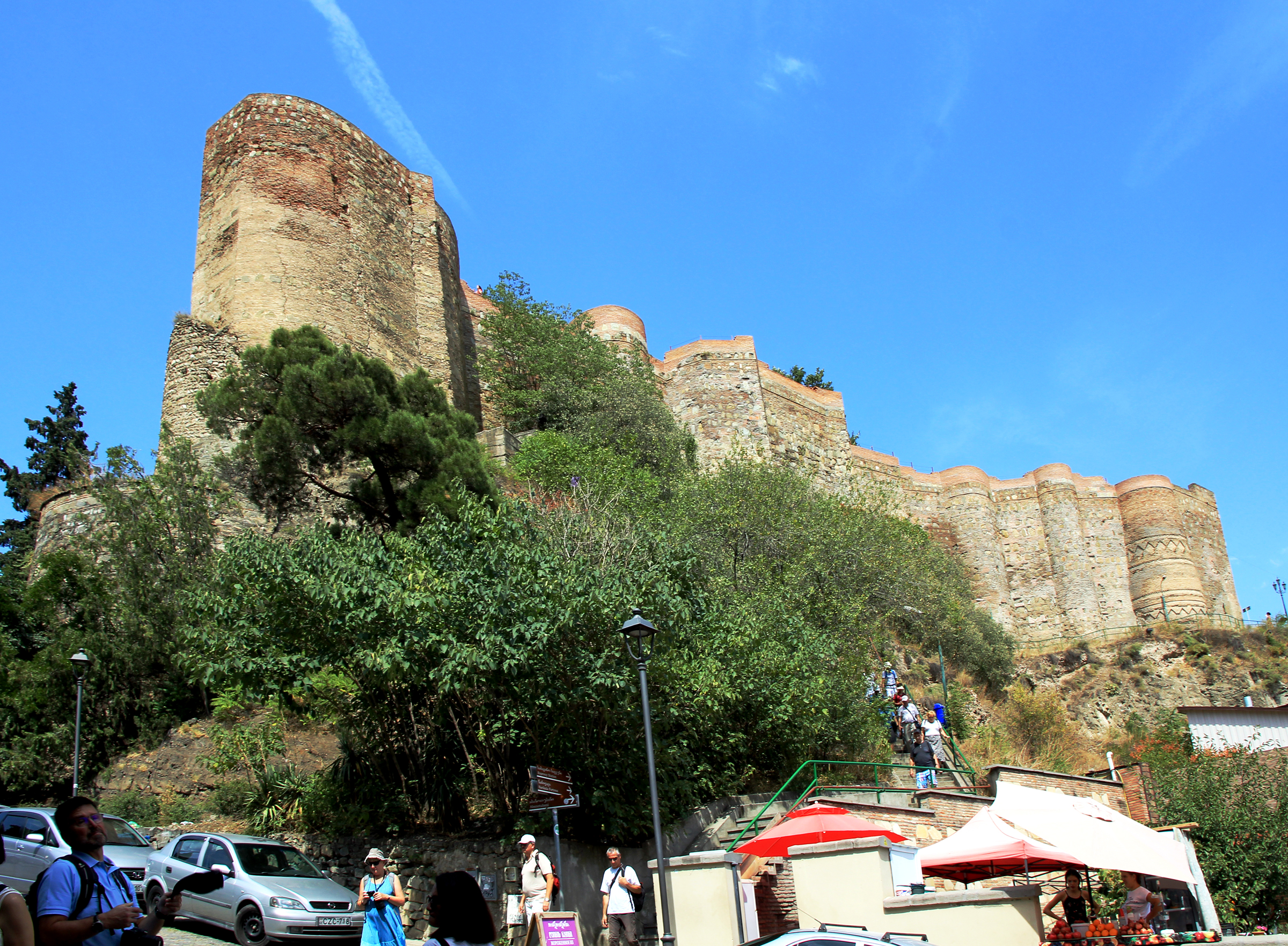
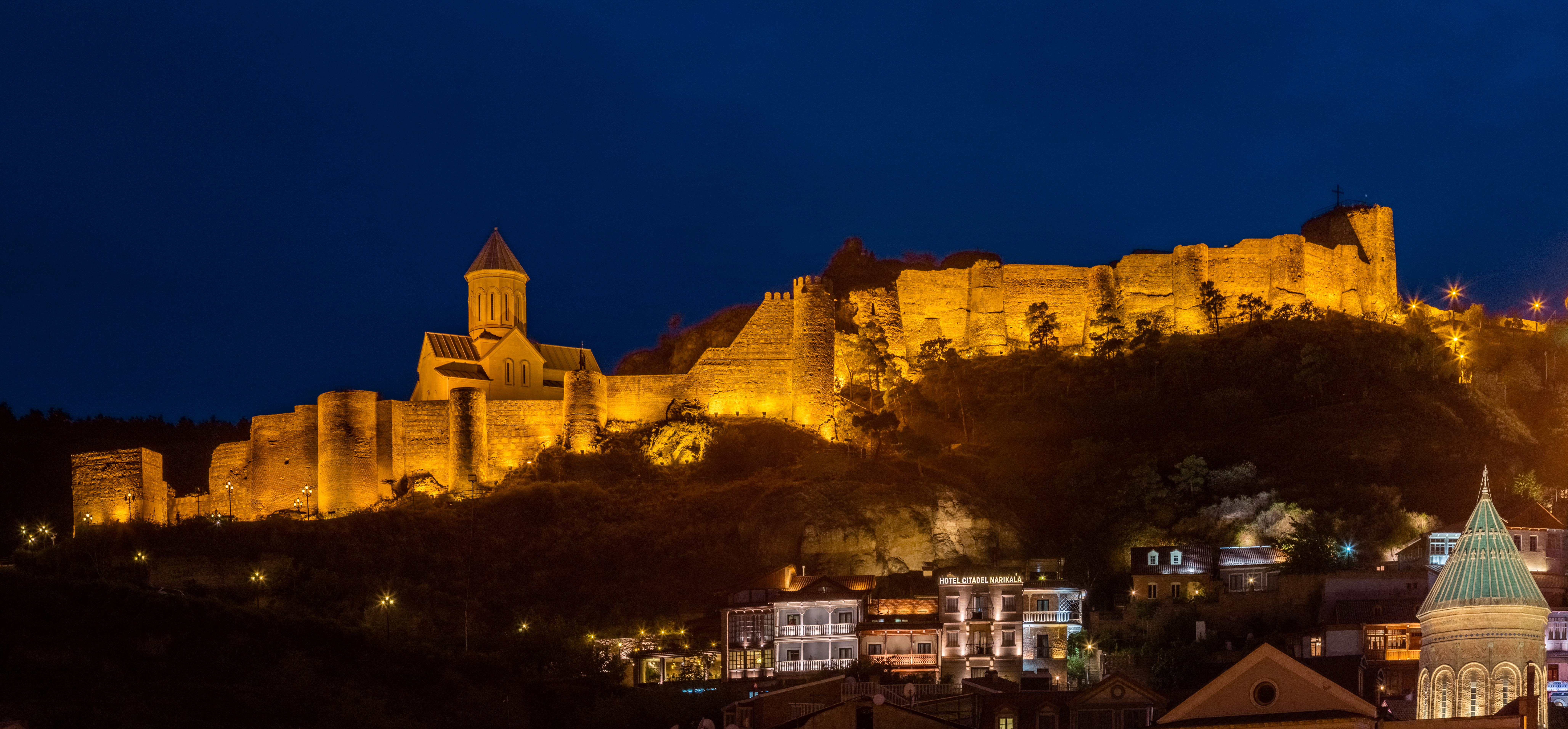
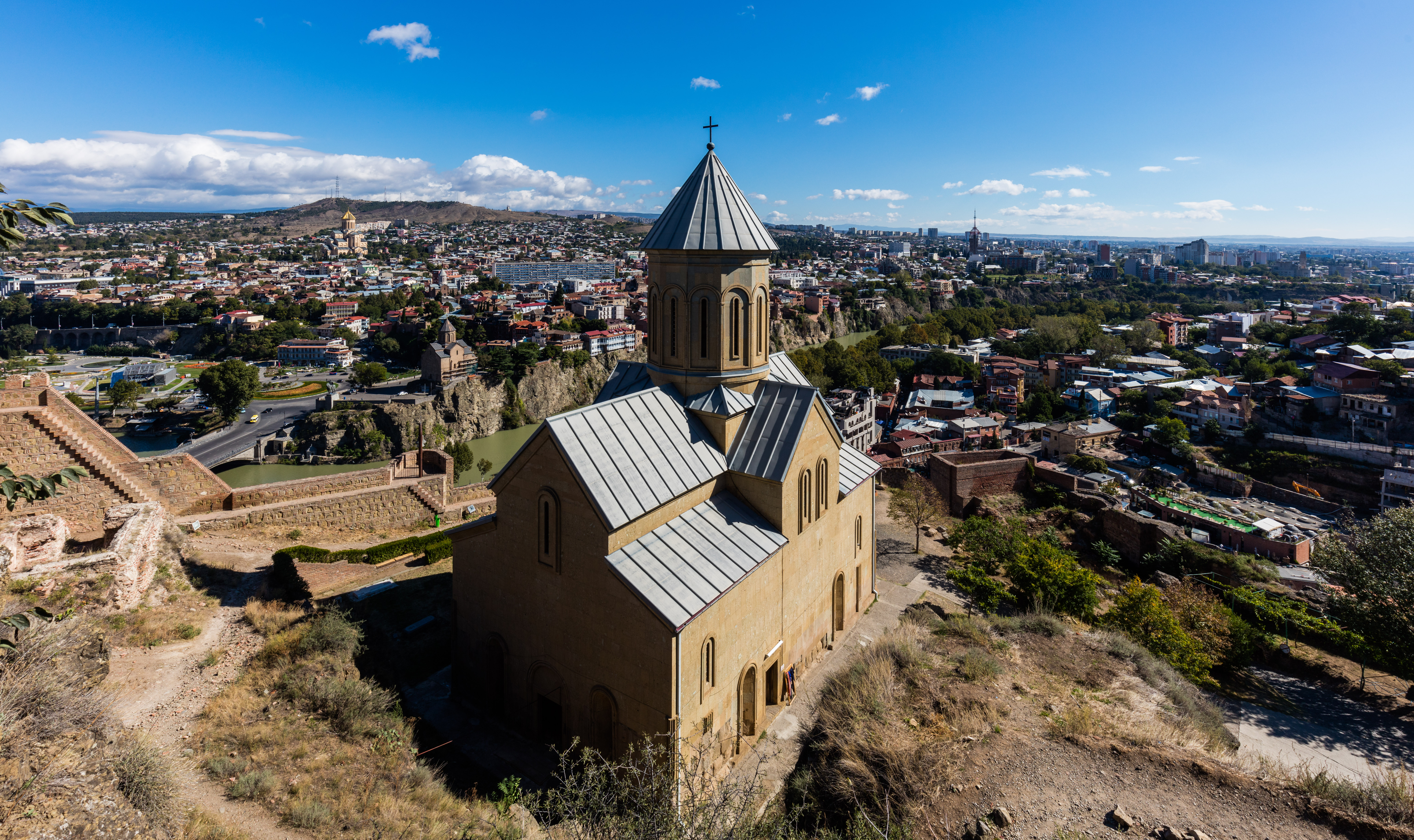
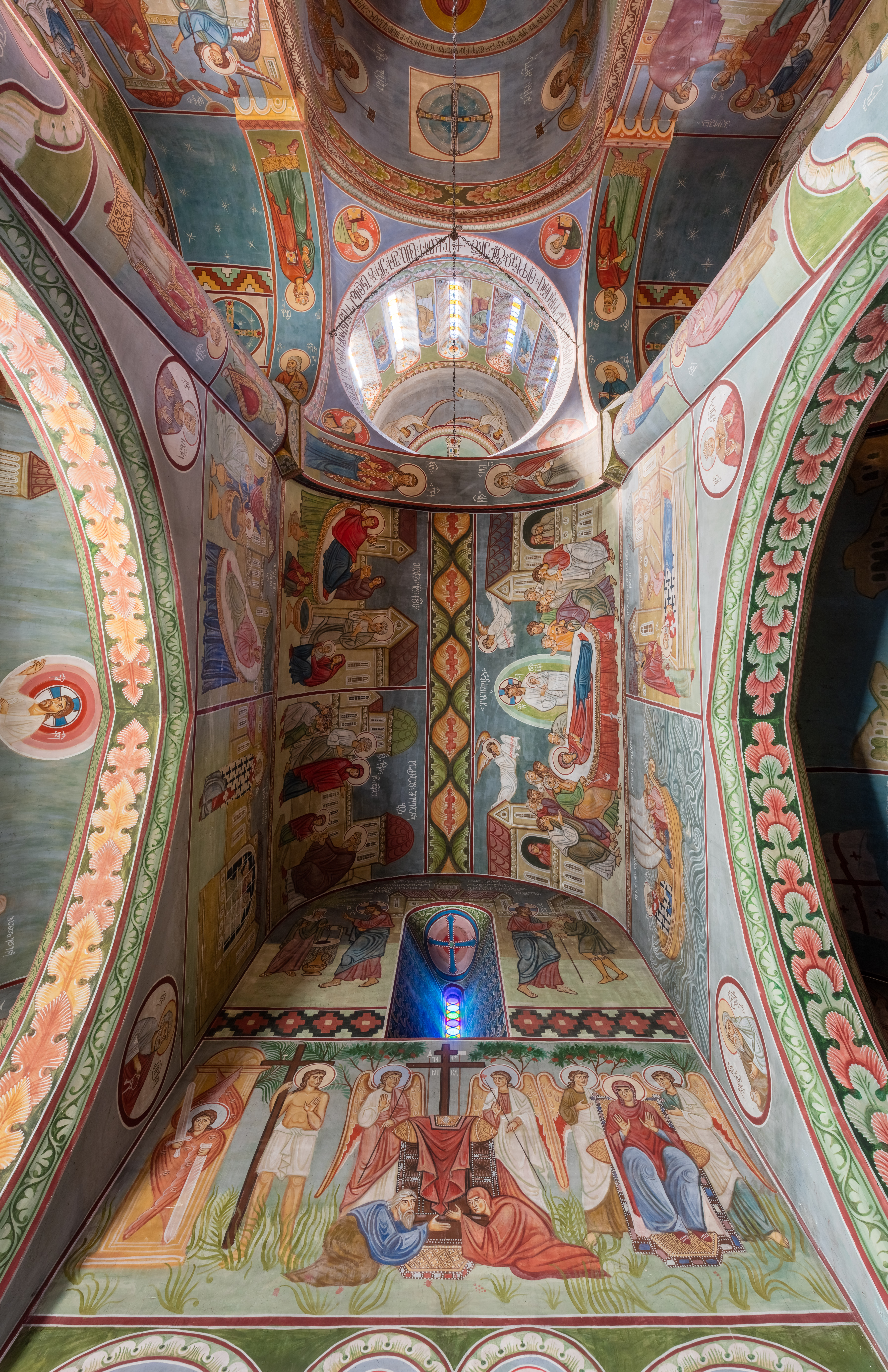